# Sony Ericsson Xperia X10 Mini
El Sony Ericsson Xperia X10 Mini (E10 o Robyn) es un smartphone de Sony Ericsson de la serie Xperia. Este es el segundo smartphone de Sony Ericsson que ejecuta el sistema operativo Android y también es el teléfono Android más pequeño hoy en día.
El Mini X10 fue dado a conocer por primera vez el 14 de febrero de 2010. Además de las dimensiones físicas, el teléfono también es diferente en prestaciones en comparación con el X10 . La entrada de texto se realiza mediante un teclado virtual, a diferencia del Xperia X10 Mini Pro, que cuenta con un teclado deslizante lateral.

## Comparativa con Sony Ericsson Xperia X10 y Mini Pro
El Sony Ericsson Xperia X10 Mini Pro (U20 o Mimmi) es una actualización del Mini X10, en el que muchas de las especificaciones internas son idénticas. Las principales diferencias entre el Mini X10 original (también denominado virtual, tipo ABC y que no es a pantalla completa y con una tecla por letra) y el X10 Mini Pro es un teclado QWERTY completo deslizable, una batería reemplazable y que el Pro tiene dimensiones ligeramente más grandes (3,5x2,0x0,7 pulgadas frente a 3,3×2,0×0,6 pulgadas).
El Mini X10 y el X10 Mini Pro están diseñados para tener un aspecto similar y compartir funcionalidad con el más grande Xperia X10. Pero internamente son dispositivos muy diferentes. Ambos dispositivos no cuenta con el programa de gestión multimedia de Sony Ericsson "Mediascape", aunque incluyen "Timescape", así como la interfaz de usuario propietaria "Rachael".

## Módem
Para poder usar el X10 Mini, es necesario instalar aplicaciones como PdaNet o EasyTether, con la limitación de que en las versiones gratuitas se bloquean los sitios web seguros.